# 牙狼〈GARO〉-魔戒烈傳-
《牙狼〈GARO〉-魔戒烈傳-》（日語：牙狼〈GARO〉-魔戒烈伝-），是日本特摄剧集《牙狼〈GARO〉》系列10週年的紀念作品，於2016年4月8日至6月25日在東京電視台聯播網的深夜時段播出，全12集。
而在本篇播畢後，隔週7月1日接續播出特別篇《牙狼〈GARO〉-阿修羅-》

## 本劇特色
特攝劇《牙狼〈GARO〉》系列自2005年10月所開播的第一部作品《牙狼〈GARO〉》為開始，到了2015年也迎來了10年的歷史。為了10週年的紀念，官方特別製作出這部「牙狼10週年全明星作品」。
以往的牙狼系列作品皆是以「黃金騎士牙狼」作為主角所產生的故事，本作特別以歷代作品中登場的魔戒騎士、魔戒法師作為主角，以一集一單元的形式講述各個主要角色的故事。

## 故事大綱
第一話 - 鎮魂歌
描述烈花在森林裡平息失控英靈的故事。
第二話 - 天滿月
幾名魔戒法師護送靈獸毛皮至火群之鄉遇到魔獸襲擊，亞美里與神牙的相遇。
第三話 - 無賴漢/處方籤
無賴漢:描述四十萬渡掃除火羅要塞。
處方籤:麻由里請安娜法師讓魔界龍幼魚的畫恢復活力。
第四話 - 異邦人
莉杏找尋適合修復法器的地點，與一名少年的奇遇。
第五話 - 騎士道
布道雷歐給予尤娜的考驗。
第六話 - 無根草
描述一名被不明勢力控制的少女，暗殺媚空的故事。
第七話 - 轉校生
春奈放棄魔戒法師的修行，回歸正常青年學生的生活，在學校遇到火羅與大吾的故事。
第八話 - 繪空事/試金石
繪空事：希古特與一對母女的故事。
試金石：庫洛的考驗。
第九話 - 青二才
見習暗斬師代知的試煉
第十話 - 破天荒
數十年前龍女與D蘋果的相遇。
第十一話 - 陰日向
山刀翼與墮落的同袍。
第十二話 - 金字塔
為了消滅牙狼系譜，埃利斯擾亂時空將烈花和杏奈關至異空間欲將牙狼引來，並喚醒札吉將其消滅。
特別篇 - 阿修囉
遠古時期黃金騎士牙狼繼承者-豪樹的故事。

## 登場人物
- 倉橋權左（螢雪次朗飾）

侍奉著三代「黃金騎士牙狼」繼承者－冴島大河、冴島鋼牙及冴島雷牙，並對冴島家每代家主忠心的執事。在本作擔任旁白職務。

### 主要人物
- 烈花（松山瑪麗 飾）

《牙狼〈GARO〉 〜RED REQUIEM〜》登場的女魔戒法師，第1話的主角。
第8話前半段再次登場。
第12話再次登場。於異空間與莉杏相遇。
- 希古特（倉貫匡弘 飾）

《牙狼〈GARO〉 〜RED REQUIEM〜》登場的魔戒法師。
第8話前半段再次以主角的形式登場。
第12話再次登場。
- 劍義（津田寛治 飾）

魔戒騎士。列花之父，已故。
- 亞美里（松野井雅 飾）

《牙狼〈GARO〉-GOLDSTORM- 翔》登場的火羅·亞美里魔戒法師時期的樣貌，第2話的主角。
- 神牙（井上正大 飾）

《牙狼〈GARO〉-GOLDSTORM- 翔》登場的火羅·神牙魔戒騎士時期的樣貌。
- 日影（奥井雅美 飾）

《牙狼〈GARO〉-GOLDSTORM- 翔》登場的魔戒法師加魯多的師父。
- 四十萬渡（松田賢二 飾）

《牙狼〈GARO〉～魔戒閃騎～》登場的元老院附屬魔戒騎士。雷鳴騎士破狼稱號繼承者。第3話前半段的主角。
- 麻由里（石橋菜津美 飾）

《牙狼〈GARO〉-魔戒之花-》登場的魔導具少女。第3話後半段的主角。
- 安娜（松坂慶子 飾）

《牙狼〈GARO〉-魔戒之花-》登場的原女魔戒法師。
- 莉杏（南里美希 飾）

《牙狼〈GARO〉～照亮黑暗的人～》登場的女魔戒法師，第4話的主角。
第12話再次登場。於異空間與烈花相遇。
- 道外流牙（栗山航 飾）

《牙狼〈GARO〉～照亮黑暗的人～》登場的魔戒騎士。黃金騎士牙狼稱號繼承者。
- 尤娜（小島梨里杏 飾）

《絕狼〈ZERO〉-BLACK BLOOD-》登場的魔戒法師少女，第5話的主角。
- 凱因（武子直輝 飾）

《絕狼〈ZERO〉-BLACK BLOOD-》登場的魔戒法師少年。
- 布道雷歐（中村織央 飾）

《牙狼〈GARO〉～魔戒閃騎～》登場的元老院附屬魔戒騎士。閃光騎士狼怒稱號繼承者。
- 媚空（秋元才加 飾）

《牙狼〈GARO〉-魔戒之花-》登場的女魔戒法師，斬斷一切黑暗的「暗斬師」，第6話的主角。
第9話再次登場。
- 春奈（小松もか 飾）

《牙狼〈GARO〉-GOLDSTORM- 翔》登場的見習魔戒法師少女，加魯多的妹妹，第7話的主角。
- 秋月大吾（脇崎智史 飾）

《牙狼〈GARO〉-GOLDSTORM- 翔》登場的魔戒騎士。獸身騎士戲牙稱號繼承者。
- 庫洛（水石亜飛夢 飾）

《牙狼〈GARO〉-魔戒之花-》登場的魔戒騎士。幻影騎士吼狼稱號繼承者。第8話後半段的主角。
- 毒島榮治（哀川翔 飾）

《牙狼〈GARO〉-魔戒之花-》登場的元老院附屬魔戒騎士。邪骨騎士義流稱號繼承者。庫洛的師父。
- 明里（吉井憐 飾）

《牙狼〈GARO〉-魔戒之花-》登場的女魔戒法師。毒島榮治的戀人。
- 代知（須賀健太 飾）

《媚空》登場的以成為暗斬師為目標的見習魔戒法師，第9話的主角。
- 冴島雷牙（中山麻聖 飾）

《牙狼〈GARO〉-魔戒之花-》登場的魔戒騎士。黃金騎士牙狼稱號繼承者。
- 龍女（桑江咲菜 飾）

《牙狼〈GARO〉-GOLDSTORM- 翔》登場的女魔戒法師，第10話的主角。以本作登場的D・蘋果年齡推估為50年前的龍女。
- D・蘋果（青年：石田卓也 老年：泉谷茂 飾）

《牙狼〈GARO〉-GOLDSTORM- 翔》登場的原魔戒法師。本作以年少時期的樣貌登場。
第12話以《-GOLDSTORM- 翔》老年的樣貌登場。
- 銀次（高良亘 飾）

《牙狼〈GARO〉-GOLDSTORM- 翔》登場的D・蘋果的小弟。本作以年少時期的樣貌登場。
- 山刀翼（山本匠馬 飾）

《牙狼〈GARO〉～白夜魔獸～》登場的魔戒騎士。白夜騎士打無稱號繼承者。第11話的主角。
- 邪美（佐藤康惠 飾）

《牙狼〈GARO〉》登場的女魔戒法師。
- 冴島鋼牙（小西遼生 飾）

《牙狼〈GARO〉》登場的魔戒騎士。黃金騎士牙狼稱號繼承者。第12話登場，幫助烈花和莉杏離開異空間。
- 雪姬（黑木桃子 飾）

《牙狼〈GARO〉-GOLDSTORM- 翔》登場的雜貨店老闆娘。

### 各話客串角色
第1話
- ユキヒデ（本田博太郎 飾）
- ヒバナ（小柳麻鉲（日语：小柳まいか） 飾）

第2話
- キサラ（江口弘美 飾）
- ズーナ（芹澤水木（日语：芹沢みずき） 飾）
- ユメカ（東條公美 飾）

第3話
- ジャン（吉田敬太（日语：吉田ウーロン太） 飾）

第4話
- タクミ（松本雄基 飾）
- チンピラ（松藤和成 飾）
- タクミの彼女（朝比奈加奈 飾）

第6話
- エリカ（桃瀬美咲 飾）

第7話
- メグル（高野海琉 飾）
- イブキ（長村航希 飾）
- ミキ（大熊杏実 飾）
- サエコ（早咲心結 飾）
- マスダ（比佐仁 飾）
- 警備員（栃原智 飾）
- 工事の男（中川素州 飾）
- 水商売の女（LUY 飾）
- カムファント（菊地雄人 飾）

第8話
- キョウコ（小橋めぐみ 飾）
- サチ（竹内天音 飾）
- 不審な男（松藤拓也 飾）

第9話
- ヒカル（森本亮治 飾）
- ユキノ（青野楓 飾）

第11話
- カズマ（小島よしお 飾）

## 各集資料
| 播映日   | 集數     | 各集副標      |
| -------- | -------- | ------------- |
| 16/04/08 | 第一話   | 鎮魂歌        |
| 16/04/15 | 第二話   | 天滿月        |
| 16/04/22 | 第三話   | 無賴漢/處方籤 |
| 16/04/29 | 第四話   | 異邦人        |
| 16/05/06 | 第五話   | 騎士道        |
| 16/05/13 | 第六話   | 根無草        |
| 16/05/20 | 第七話   | 轉校生        |
| 16/05/27 | 第八話   | 繪空事/試金石 |
| 16/06/03 | 第九話   | 青二才        |
| 16/06/10 | 第十話   | 破天荒        |
| 16/06/17 | 第十一話 | 阴日向        |
| 16/06/24 | 第十二話 | 金字塔        |

## 主題曲

### 片頭曲
- 『牙狼〜魔戒烈伝〜』

作詞、編曲︰栗山義親、寺田志保

### 片尾曲
- 『篝火ノ夢』

作詞︰奥井雅美
作曲︰影山浩宣
編曲︰栗山義親、寺田志保
主唱︰魔戒歌劇團（黑木桃子、桑江咲菜、松山メアリ、大關英里）

## 牙狼〈GARO〉-阿修羅-
以《牙狼〈GARO〉-魔戒烈傳-》作為延伸的《牙狼〈GARO〉》系列10週年單集特別篇。

### 登場人物
- ゴウキ（棚橋弘至 飾）
- レン（安田聖愛 飾）
- シン（吉澤太陽 飾）
- タク（若林瑠海 飾）
- 冴島薰（肘井美佳 飾）
- 雷牙(少年)（杉園啟仁 飾）
- ザルギン（真壁刀義 飾）

## 外部連結
- 『牙狼〈GARO〉-魔戒烈傳-』官方網站 （页面存档备份，存于）
- 東京電視台『牙狼〈GARO〉-魔戒烈傳-』節目情報網頁 （页面存档备份，存于）
- 『牙狼〈GARO〉-魔戒烈傳-』官方的X（前Twitter）